# Septembre 1971

## Événements
- Nguyễn Văn Thiệu est réélu président de la République du Viêt Nam à Saigon.
- Sanction royale de Industrial Relations Act, loi interdisant la pratique des grèves de solidarité et le monopole syndical d’embauche au Royaume-Uni. Une Cour des relations de travail est chargée d’appliquer le texte. Le TUC se mobilise.
- Le Kenbak-1 devient le premier ordinateur personnel disponible dans le commerce[1].

- 2 septembre : Sadate abandonne le terme de RAU pour désigner l’Égypte pour celui de République arabe d’Égypte. Il lance une vaste campagne d’amnistie des prisonniers politiques, se traduisant par la libération de nombreux opposants, dont les Frères musulmans. Il soutient la renaissance des organisations islamiques pour faire pièce à la gauche. La nouvelle Constitution réaffirme la place de l’islam dans le régime, comme religion d’État et source de législation.

- 3 septembre : 
  - indépendance du Qatar.
  - Traité quadripartite sur Berlin[2].

- 5 septembre (Formule 1) : Grand Prix automobile d'Italie.

- 9-14 septembre : mutinerie dans la prison d’Attica, dans l’État de New York. La répression fait 31 morts.

- 13 septembre, République populaire de Chine : mort du maréchal Lin Biao après l’échec d’un coup d’État.

- 19 septembre (Formule 1) : Grand Prix automobile du Canada.

- 21 septembre : le Bhoutan adhère aux Nations unies[3].

- 22 - 25 septembre[4] : rencontre à Belgrade de Tito et de Léonid Brejnev. Ils signent une déclaration réaffirmant l’indépendance politique de la République fédérale socialiste de Yougoslavie mais appelant à un renforcement des liens entre les deux nations.

- 26 septembre, France : élections sénatoriales favorables à la majorité.

## Naissances
- 1er septembre :
  - Lââm, chanteuse française.
  - Ricardo Antonio Chavira, acteur américain (série Desperate Housewives).
  - Hakan Şükür, footballeur turc.
- 3 septembre : Kiran Desai, écrivain indienne.
- 5 septembre : Kevin McAleenan, avocat américain.
- 6 septembre : Dolores O'Riordan, chanteuse irlandaise du groupe The Cranberries († 15 janvier 2018).
- 8 septembre : 
  - David Arquette, acteur américain.
  - Vico C, rappeur et chanteur portoricain.
- 9 septembre : Henry Thomas, acteur américain.
- 11 septembre : Richard Ashcroft, chanteur anglais.
- 13 septembre : Stella McCartney, styliste anglaise.
- 14 septembre : 
  - Rachid Benmahmoud,  joueur et entraîneur de football marocain.
  - Jean-François Bonnard, joueur professionnel français de hockey sur glace.
  - Francesca Canepa, snowboardeuse et ultra-traileuse italienne.
  - Tanya Chan, femme politique hongkongaise.
  - Linval Dixon, footballeur jamaïcain.
  - Rasha Fathy Ghoneim, rameuse d'aviron égyptienne.
  - Pat Healy, acteur, producteur, réalisateur et scénariste américain.
  - Mitzie Hunter, femme politique canadienne.
  - Jeff Loomis, guitariste américain du groupe de metal progressif, Nevermore.
  - Andre Matos, chanteur brésilien.
  - Alexandre Padilha, homme politique brésilien.
  - Nelleke Penninx, rameuse d'aviron néerlandaise.
  - Bill Pilczuk, ancien nageur américain.
  - Alphonse Tchami, footballeur camerounais.
  - Kimberly Williams-Paisley, actrice américaine.
- 17 septembre : Adriana Karembeu, mannequin slovaque
- 18 septembre : 
  - Lance Armstrong, coureur cycliste américain.
  - Anna Netrebko, chanteuse d'opéra (soprano) russo-autrichienne.
  - Jada Pinkett Smith, actrice américaine.
- 19 septembre : Sanaa Lathan, actrice américaine.
- 20 septembre :
  - Masashi Hamauzu, compositeur japonais.
  - Henrik Larsson, footballeur suédois.
- 28 septembre : Jean-Gaël Percevaut, basketteur français.
- 30 septembre : Nicole Blackman, artiste américaine.
- 19 septembre : Bryony Worthington, femme politique britannique.

## Décès
- 1er septembre : Mordechai Ofer, homme politique israélien (° 20 février 1924).
- 7 septembre : 
  - Albert Caraco, écrivain et philosophe turc (° 8 juillet 1919)
  - Spring Byington, actrice américaine (° 17 octobre 1886).
- 11 septembre : Nikita Khrouchtchev, président soviétique (° 15 avril 1894).
- 13 septembre : Lin Biao, homme d'État chinois.
- 20 septembre : Georges Séféris, poète grec.